# 博布爾河

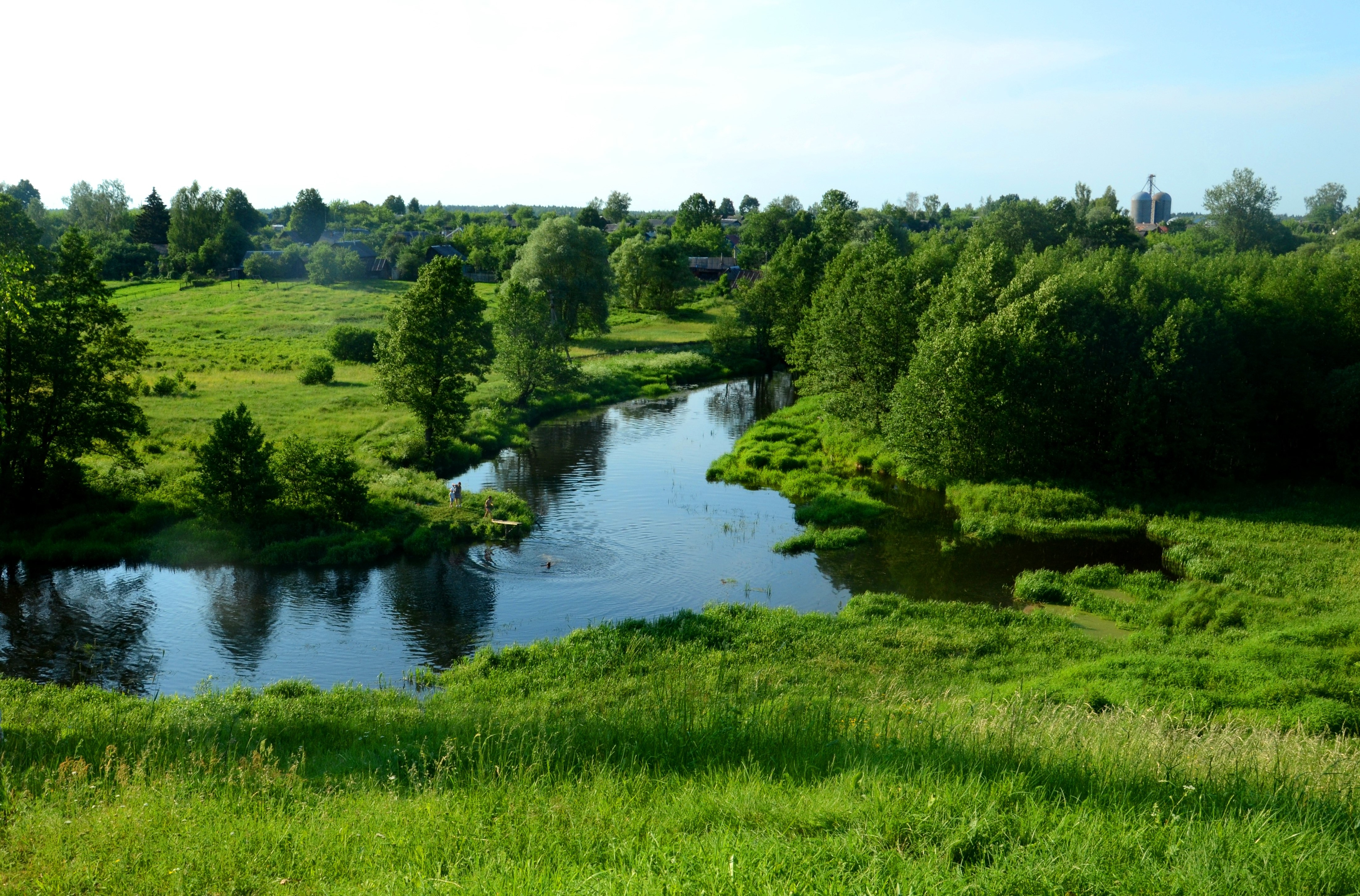
博布爾河

博布爾河（白俄羅斯語：Бобр）是白俄羅斯的河流，屬於別列津納河的左支流，由維捷布斯克州負責管轄，河道全長124公里，流域面積2,190平方公里，發源自奧爾沙高地，流經中別列津平原，河畔城鎮有克魯普基。